# Перго, Луи
Луи Эмиль Венсан Перго (фр. Louis Emile Vincent Pergaud; 22 января 1882, Бельмон (Ду), Франция — 8 апреля 1915, Маршевиль-ан-Вуавр или Френ-ан-Вуавр, Франция) — французский прозаик, поэт и педагог, лауреат Гонкуровской премии (1910) за роман «От Лиса до Сороки».

## Биография
Луи Перго родился в Бельмонте (департамент Ду), недалеко от Безансона, во Франш-Конте. Его отец, Эли Перго (1852 — 20 февраля 1900), был приходским учителем с 1877 года. В 1879 году он женился на Ноэми Коллетт (1850 — 21 марта 1900), крестьянке из того же муниципалитета. Луи имел двух братьев: Пьера (родился и умер в 1880 году) и Люсьена Амедея (1873—1973).
В связи с переводом отца на новую работу с 1889 года Луи Перго жил в селе Нан-су-Сент-Анн, а с 1891 — в селе Гюян-Венн.
В 1894 году Луи Перго заканчивает начальную школу, и его первым из 85 кандидатов принимают в среднюю школу в Оршам-Венни.
В выборе профессии Луи Перго взял пример с отца: получив среднее образование, он в июле 1898 года подал работу на вступление в Безансонскую Нормальную школу и, как первый в конкурсе абитуриентов, стал её студентом. В феврале — марте 1900 года потерял обоих родителей. 30 июля 1901 года Луи, третий по успеваемости в своём выпуске, окончил нормальную школу и получил назначение на должность школьного учителя в Дюрне (Ду). В начале октября 1901 года он приступил к работе. В следующем году Луи Перго призвали в армию. В Бельфоре он отслужил, как человек с образованием, только год и в 1902 году вернулся в Дюрн.
В 1903 году Луи женился на Марте Каффа, которая учительствовала в соседнем селе Ла-Бареш. В апреле 1904 года он с помощью бельфорского приятеля — поэта Леона Дебеля — опубликовал свой первый сборник стихов — «Зарница» (L’Aube). 16 августа того же года родилась дочь Жизель и в ноябре умерла. В 1905 году, когда имели место отделение церкви от государства и реорганизация системы образования, Луи Перго перевели на работу в село Ландресс того же департамента Ду. Против того, чтобы в селе работал известный социалистическими и антиклерикальными взглядами человек, выступал многие из местных жителей. Тем более что Перго не ходил в церковь и отказывался преподавать в школе католическую доктрину. В 1906 году вышел его второй поэтический сборник «Апрельская трава» (L’Herbe d’avril), а год спустя Луи, оставив жену, поселился в Париже. Вскоре к нему присоединилась Дельфина Дюбо. В столице Перго работал сначала мелким служащим, затем учителем и старался отдавать больше времени литературному творчеству. Многие его произведения написаны на основе воспоминаний о родных краях — Франш-Конте.
В 1908 году он официально развелся с Мартой Каффе, а в июле 1910 года женился на Дельфине Дюбо. Жили они бедно. Став 8 декабря 1910 лауреатом Гонкуровской премии за книгу «От лисы к Марго» и получив 5000 франков, Луи Перго переселился в лучший дом, чем предыдущий.
Когда началась Первая мировая война, 3 августа 1914 года Перго мобилизовали. В чине сержанта он попал в 29-ю роту 166-го пехотного полка, расположенного под Верденом. Там, на Франко-германском фронте, шла позиционная война. В марте 1915 года Перго получил звание младшего лейтенанта. Вечером 7 апреля того же года он получил приказ в два ночи пойти в атаку на высоту 233. Атака оказалась неудачной. Под обстрелом Перго был ранен в ногу. Было темно, шёл дождь, и его не нашли. О дальнейшей судьбе писателя нет достоверных данных. Его тело не было обнаружено. Вероятнее всего, что утром, когда рассвело, немцы подобрали писателя и поместили в лазарет, устроенный в одном из зданий городка Френ-ан-Вуавр. 8 апреля это здание было уничтожено огнём французской артиллерии.

## Творчество
Первые два сборника поэзии Перго не имели известности, поэтому молодой литератор стал писать прозу, и 1910 году в издательстве «Меркюр де Франс» вышла его книга «От Лиса до Сороки», состоявшая из восьми рассказов о животных и примечательная мрачным реализмом. За неё он получил Гонкуровскую премию. В этой работе можно заметить параллель между отсутствием морали у животных и безнравственностью людей. Можно также предположить, что Перго прибег к такому средству, будучи убеждённым антимилитаристом, которым стал во время своей армейской службы в 1902 году. В целом прозу Перго ассоциировали то с реализмом, даже с натурализмом, то с модернизмом.
В 1911 году он выпустил свой второй сборник рассказов о животных — «Месть ворона».
В 1912 году вышел роман «Война пуговиц». Перго описывает вражду мальчишек из двух соседних сёл — Вельрана и Лонжверна. Год за годом продолжаются драки после уроков, но однажды они принимают необычную форму. Начинается игра в войну с странными правилами. После каждого из боёв победители унижают побежденных — отсекают на их одежде пуговицы и присваивают как трофей. Тон повествования сначала юмористический, но чем дальше, тем более тревожный — по мере того, как к действию привлекаются взрослые и стирается грань между игрой и реальностью. Это произведение стало своеобразным предшественником «Повелителя мух», которого Уильям Голдинг опубликовал в 1954 году. В «Войне пуговиц» прослеживается несколько тем, развитых в аллегорической форме. Во-первых, речь идёт об общечеловеческой тенденции воевать и совершать насилие. Остальные тематики связаны с социально-политической жизнью Третьей Французской Республики: напряжённые отношения между двумя лагерями — сторонников ортодоксального католицизма и антиклерикалами, реваншистские настроения в обществе, система образования по методу Жюля Ферри и так далее.
Роман выдержал более тридцати изданий вплоть до 2010-х годов. Его экранизированы четыре раза во франкоязычном варианте и один раз — в англоязычном.
В 1913 году вышел в свет «Роман о Миро, охотничьем псе», написанный на материале впечатлений автора как заядлого охотника.
Отдельно стоит сборник стихов «Леон Дебель: царствование» (1913). В память о своём друге-поэте, который в том же году покончил с собой, Перго собрал и издал его стихи. Написал также обширное — на 43 страницы — предисловие к данному сборнику.
За жизнь Луи Перго напечатано ещё одно его произведение, реалистично и с хорошим юмором написанное о крестьянах-земляках, — «Полевые ребята» (1914). Все остальные вышли в свет посмертно. Ценно — прежде всего своей документальностью — предисловие, которое Люсьен Декав, близкий приятель писателя, написал для его книги «Неотёсы: сельские рассказы» (1923). «Блокнот войны» впервые в полном объёме вышел в 2011 году. В нём автор записывал события от 4 августа 1914 до 6 апреля 1915 года.
В октябре 2010 года работы Луи Перго стали общественным достоянием.

## Память
- В честь писателя в 1953 году основана Литературная премия Луи Перго;
- Действует литературное общество «Друзья Луи Перго» (Les amis de Louis Pergaud) с центром в Париже;

Именем Луи Перго названы школы, колледжи, лицеи и улицы в различных населённых пунктах и департаментах.
4 августа 1921 года постановлено считать Луи Перго пропавшим без вести и отнести его к категории «Погиб за Францию». Об этом решении есть две записи: от 3 сентября и от 5 сентября 1921 года. Это объясняется тем, что в первой записи ошибочно указано имя «Эмиль Луи» вместо «Луи Эмиль».
В начале 1980-х годов мэры городов Маршевиль-ан-Вуавр и Френ-ан-Вуавр вместе постановили возвести памятник Луи Перго во Френ-ан-Вуавр. Замысел не был осуществлён. В 2005 году, к 90-летию со дня гибели писателя, поставлен памятный знак — на отрезке Маршевиль-ан-Вуавр — Со-ле-Шамплон дороги D113, в 300 метрах от перекрестка с дорогой D904. На этом знаке высечены слова Луи Перго: «Мы ещё увидим, как снова покрываются зеленью поля и зацветают цветы».